# Kültürpark
Der Kültürpark ist ein städtischer Park in der türkischen Stadt Izmir. Der Kültürpark wurde 1936 in einem ehemaligen Wohngebiet von 360.000 m² Fläche errichtet, das beim Brand von Izmir im Jahr 1922 vernichtet worden war. Seither ist er Ausrichtungsort der Internationalen Messe Izmir (türkisch İzmir Enternasyonal Fuarı). Im Jahr 1939 wurde der Park auf 420.000 m² ausgebaut.

## Lage
Die Anlage liegt im Stadtbezirk Konak zwischen Dr. Mustafa Enver Bey Caddesi im Norden, 1395. und  1396. Sokak im Osten, Mürsel Paşa Bulvarı im Süden und Dr. Refik Saydam und Şair Eşref Bulvarı im Westen.

## Geschichte
Die dritte Ausgabe der Messe Izmir wurde 1933 auf einem Gelände zwischen dem Cumhuriyet Meydanı und dem Montrö Meydanı veranstaltet, wo heute das Swissôtel Büyük Efes steht. Der stellvertretende Bürgermeister Suat Yurtkoru machte damals dem Bürgermeister Behçet Uz den Vorschlag, in der Stadt einen Park nach dem Vorbild des Moskauer Gorki-Parks zu bauen, da dieses Messegelände in den kommenden Jahren nicht mehr groß genug sein würde. Der Stadtrat genehmigte am 14. Mai 1934 einen Bericht von Yurtkoru und beschloss den Bau des Kültürparks. Uz reiste 1935 extra nach Moskau und beauftragte zwei Architekten mit der Ausarbeitung von Plänen.
In der zweiten Hälfte des Jahres 1934 säuberte man ein großes Gebiet im Norden der Altstadt von den Trümmern, die der große Brand von Izmir 1922 hinterlassen hatte. Vor dem Feuer lag hier ein überwiegend von Armeniern bewohntes Stadtviertel. Am 1. Januar 1936 feierte man die Grundsteinlegung des Parks.  Die Eröffnung wurde am 1. September 1936 im Rahmen der 6. Internationalen Messe Izmir in Anwesenheit von Ministerpräsident İsmet İnönü gefeiert. Im Jahr 1937 wurde der Izmir Paraşüt Kulesi (Fallschirmsprungturm) erbaut. Im Jahr 1938 wurden der Zoo eröffnet. Im folgenden Jahr wurde das Areal im Süden um 60.000 m² vergrößert und erreichte so eine Gesamtgröße von 420.000 m².
Im Jahr 1951 zog das Archäologische Museum Izmir in den Park und blieb bis 1984. Im September 1952 wurde das Kunst-und-Skulpturen-Museum im Park eröffnet, zog aber 1973 nach einem Neubau in ein Gebäude außerhalb des Parks. Dafür eröffnete 2004 das Izmir Museum für Geschichte und Kunst im Kültürpark. Mit der Eröffnung des Izmir Wildlife Park im Jahr 2008 wurde der alte Zoo geschlossen und die Tiere zogen in die neuen Quartiere um. Im August 2009 wurde eine Tiefgarage mit 594 Stellplätzen eröffnet. Seit Juni 2015 ist im Park freies WLAN zugänglich.
Alle Messen der Stadt wurden bis zum Bau des neuen Messegeländes (Fuar İzmir) in Gaziemir im Jahr 2015 in dem Parkareal veranstaltet. Heute finden nur noch die Internationale Messe Izmir und die Buchmesse Izmir im Park statt. Im Jahr 2017 wurde erstmals der Kültürpark Cup im Tennis veranstaltet.

## Einrichtungen
Der Kültürpark ist umgeben von Mauern und besitzt fünf Eingangstore: Lozan Kapısı, Montrö Kapısı, 9 Eylül Kapısı, Cumhuriyet Kapısı und 26 Ağustos Kapısı. Zu den Einrichtungen des Parks gehören 14 Ausstellungs- und Messehallen, vier Konferenzhallen, das Atatürk-Open-Air-Theater, das İsmet-İnönü-Kunstzentrum, ein Hochzeitssaal, die Celal-Atik-Sporthalle, der Fallschirmsprungturm, ein Jugendtheater, ein Museum, eine 1.850 Meter lange Laufbahn, ein Schwimmbad, Tennisplätze und ein Fußballfeld. Außerdem befinden sich der Vergnügungspark Lunapark und zahlreiche Dienststellen für Kultur der Stadt auf dem Gelände. Im Park stehen derzeit mehr als 7.700 Bäume. Auf dem Gelände befinden sich außerdem Restaurants, ein Palmengarten, ein See mit Insel und mehrere Brunnen.

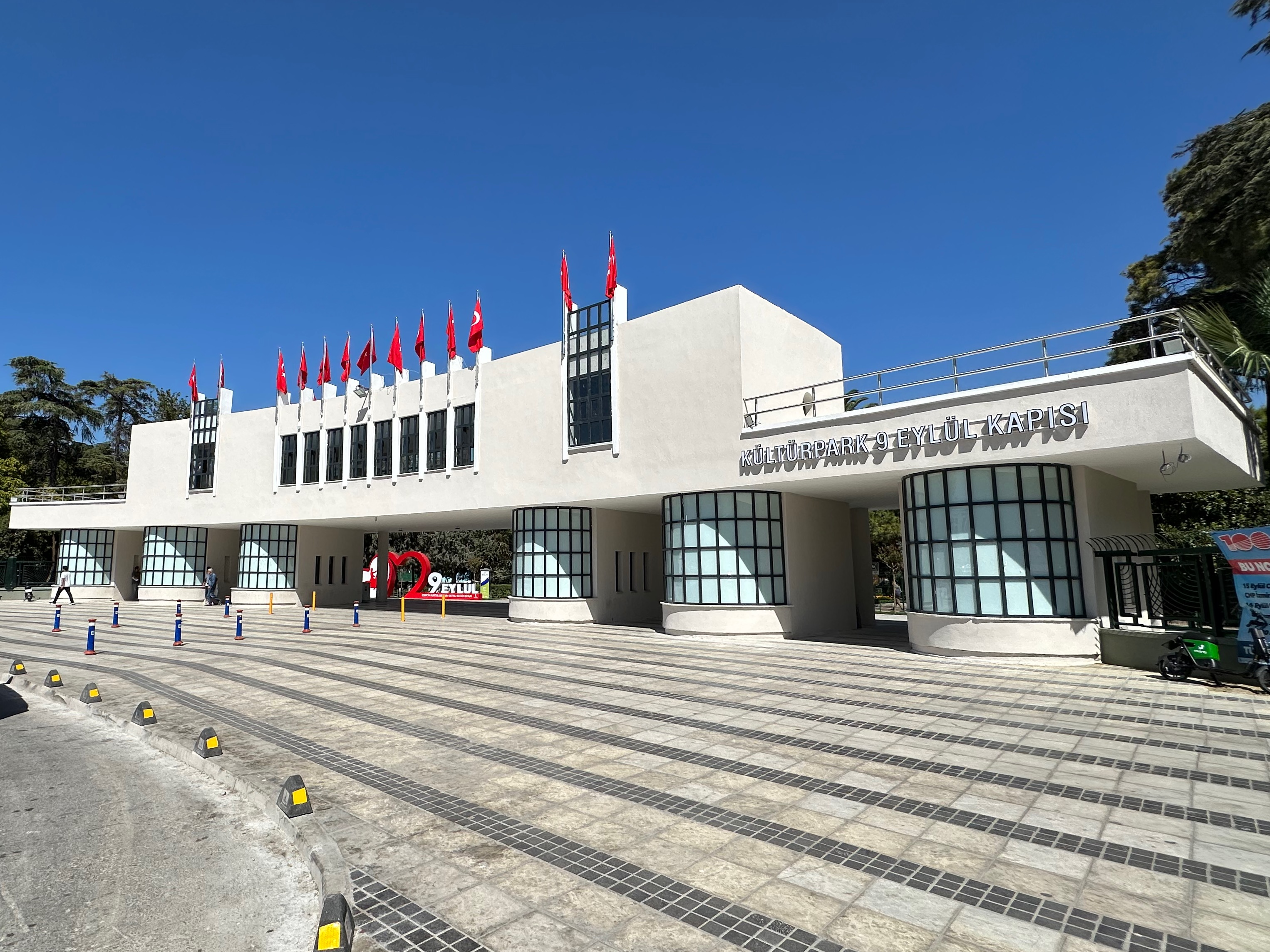
Haupttor zum Park
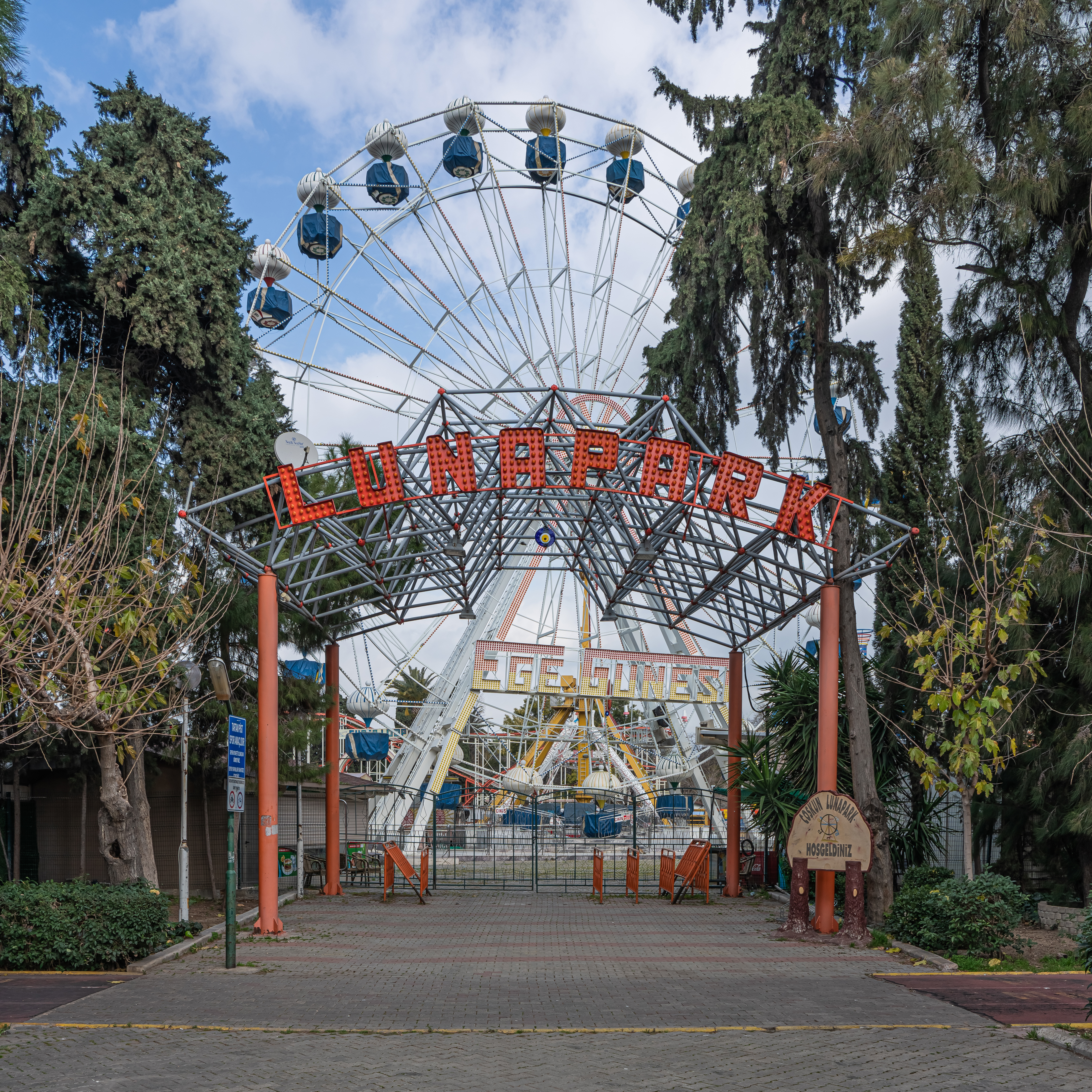
Riesenrad
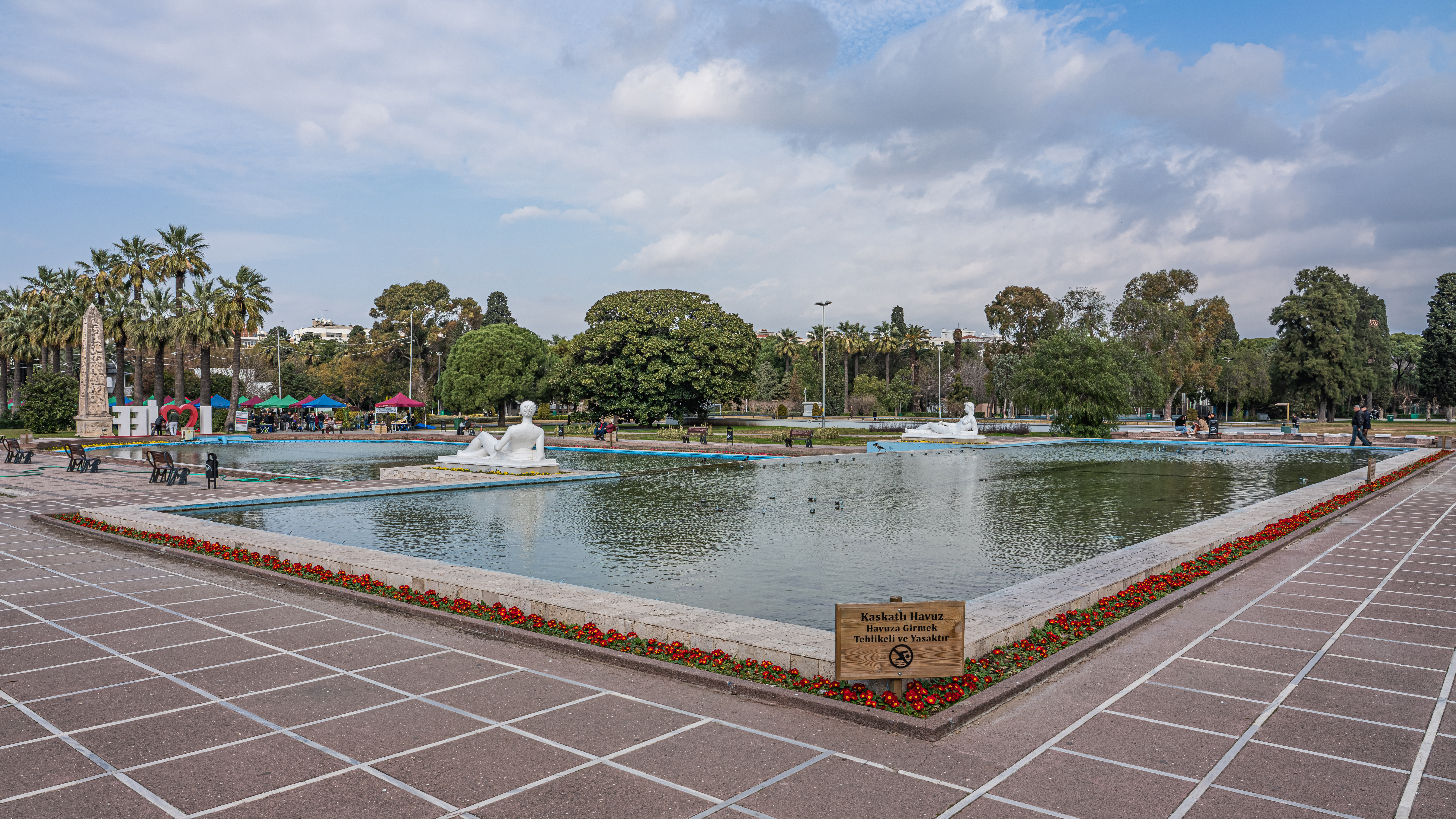
Einer der Brunnen